# Mian Mian
Mian Mian (棉棉), född 28 augusti 1970 i Shanghai, är en kinesisk författare.
Hon föddes i en familj i den övre medelklassen och satsade som tonåring på en karriär som rocksångerska, men fastnade i narkotikamissbruk. 1994 började hon skriva istället som en slags terapi efter drogbruket. Mian Mians berättelser skildrar nästan alltid unga människor på samhällets botten och deras liv kring droger, brott och sex. Hennes böcker har förbjudits av de kinesiska myndigheterna vilket tillsammans med fejderna med författarrivalen Wei Hui har bidragit till hennes berömmelse.